# Comté de Conecuh
Le comté de Conecuh est un comté des États-Unis, situé dans l'État de l'Alabama. La seule ville est le chef lieu du comté, Evergreen, mais trois villages incorporés s'y trouvent aussi : Castleberry, McKenzie et Repton.

## Géographie
Le comté de Conecuh fait partie de la province naturelle des plaines côtières, dans la région naturelle des Plaines Atlantiques (en). La région est constituée de prairies plates.

### Principales routes
- Interstate 65
- U.S. Route 31
- U.S. Route 84
- State Route 41
- State Route 83

### Comtés limitrophes
| Comté de Monroe  | Comté de Monroe, Comté de Butler | Comté de Butler    |
| Comté de Monroe  | Comté de Conecuh                 | Comté de Covington |
| Comté d'Escambia | Comté d'Escambia                 | Comté de Covington |

## Toponymie
Le nom du comté vient de koha anaka en creek, qui signifie « près des canebrakes ».

## Histoire
Le comté est créé en 1818 ; à cette époque il englobe tout le sud de l'Alabama. Son siège de comté, choisi en 1819 ou 1820, est Sparta, au sud-est de Belleville (en). Pendant la guerre de sécession, le siège de comté est incendié ; en 1866 c'est Evergreen qui prend sa place. La ville de Sparta est abandonnée dans les années qui suivent.

## Démographie
| 1820  | 1830  | 1840  | 1850  | 1860  | 1870  |
| ----- | ----- | ----- | ----- | ----- | ----- |
| 5 713 | 7 444 | 8 197 | 9 322 | 1 131 | 9 574 |

| 1880   | 1890   | 1900   | 1910   | 1920   | 1930   |
| ------ | ------ | ------ | ------ | ------ | ------ |
| 12 605 | 14 594 | 17 514 | 21 433 | 24 593 | 25 429 |

| 1940   | 1950   | 1960   | 1970   | 1980   | 1990   |
| ------ | ------ | ------ | ------ | ------ | ------ |
| 25 489 | 21 776 | 17 762 | 15 645 | 15 884 | 14 054 |

| 2000   | 2010   | - | - | - | - |
| ------ | ------ | - | - | - | - |
| 14 089 | 13 228 | - | - | - | - |

## Politique

### Élections en 2008
Lors de l'élection présidentielle de 2008, 3 470 suffrages (50,3 %) vont au candidat républicain John McCain, pour 3 429 (49,7 %) au démocrate Barack Obama.
Aux élections sénatoriales de 2008, le sénateur républicain sortant Jeff Sessions est plébiscité avec 3 519 voix (52 %) contre 3 234 (48 %) pour la démocrate Vivian Davis Figures.
Les élections à la Chambre de 2008, le comté de Conecuh faisant partie du 2d district congressionnel d'Alabama, voient le candidat démocrate Bobby Bright devancer son rival républicain Jay Love avec 4 116 voix (63 %) contre 2 433 (37 %).